# Athena Parthenos (skulptur)

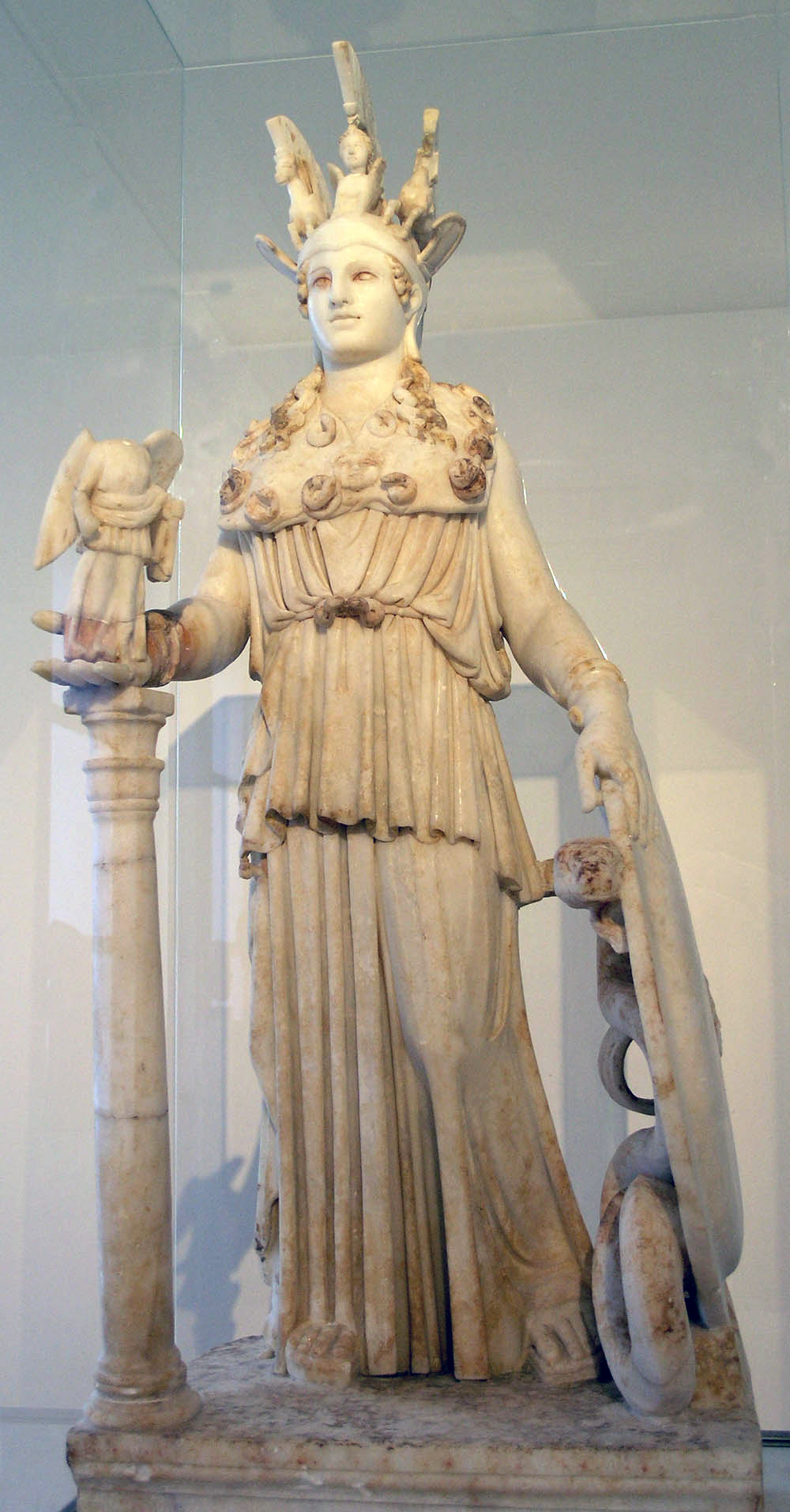
Athena Varvakeion, en bevarad kopia av Athena Parthenos; den är dock mindre i storlek och förenklad i sina detaljer.

Athena Parthenos var en monumental kolossalstaty i kryselefantin av Fidias föreställande gudinnan Athena Parthenos, som stod i Parthenon på Akropolis i Aten från 400-talet f.Kr. fram till kristendomens införande under 400-talet e.Kr. Det var staden Atens främst kultstaty. Athena Varvakeion anses vara den mest exakta, bevarade kopian. 
Statyn fanns fortfarande kvar i templet så sent som under 480-talet, då den nämns där av hedningar. Statyn fraktades sedan till Konstantinopel för att pryda cirkusarenan, ett vanligt öde för många antika statyer föreställande gudar som inte förstördes under förföljelserna mot hedningarna i romarriket. Den fanns fortfarande kvar där under 900-talet, men dess vidare öde är okänt. 